# Sherlockiana

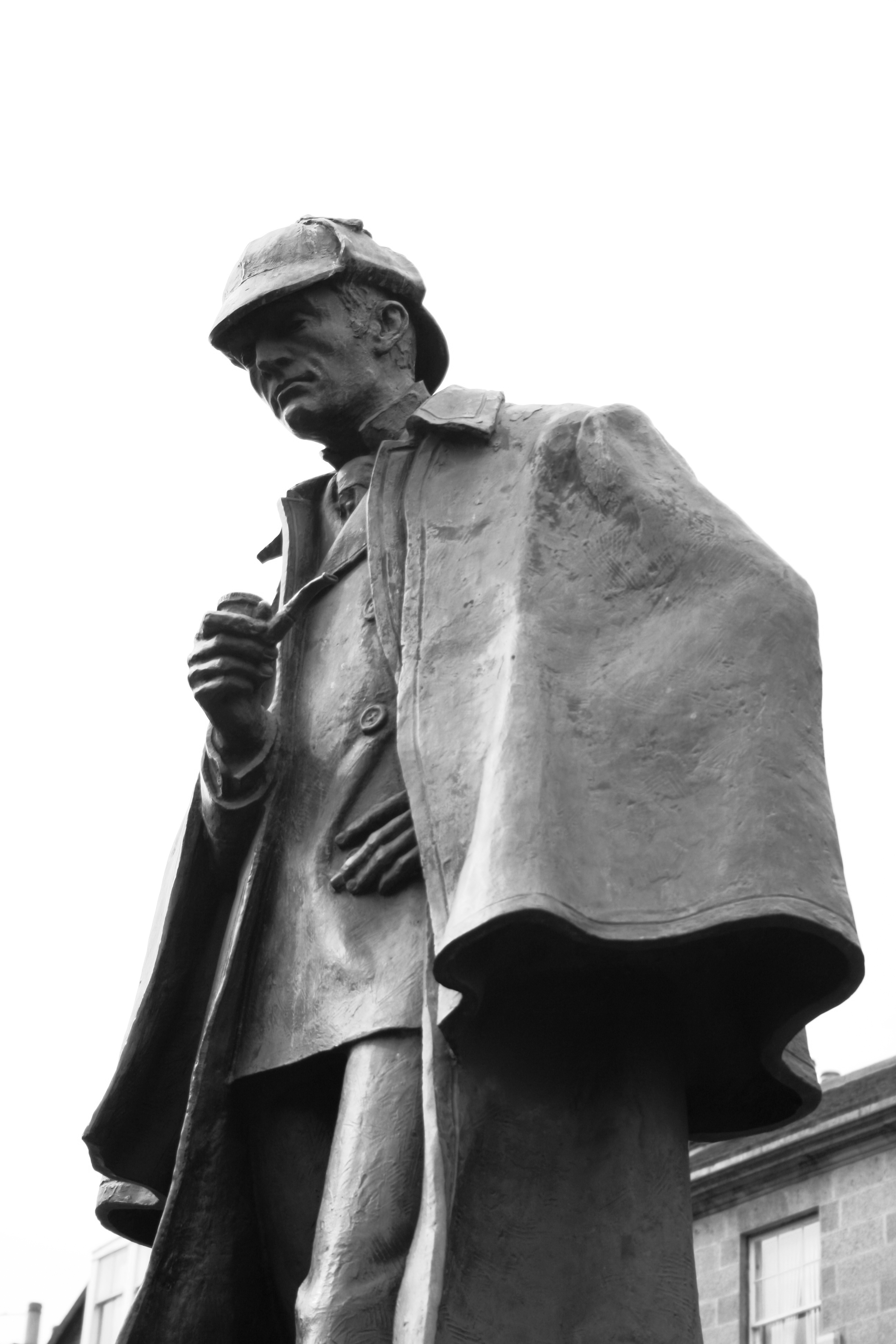
Estatua de Sherlock Holmes en Edimburgo

Sherlockiano, sherlockadicto u holmesiano es un término que se ha utilizado para referirse a diversas categorías de materiales y contenidos relacionados con el detective de ficción Sherlock Holmes, creado por Arthur Conan Doyle. La palabra "Sherlockiana" se ha utilizado para estudios literarios y académicos relacionados con Sherlock Holmes, pastiches literarios y otros medios, como películas, y recuerdos asociados con Sherlock Holmes. Sherlockiana puede definirse como "cualquier cosa sobre, inspirada o tangencialmente relacionada" con Sherlock Holmes.
Ya desde la primera publicación en las columnas del The Strand Magazine, las investigaciones policíacas de Sherlock Holmes suscitaron tal entusiasmo que en alguna medida esto eclipsó el resto de la obra del autor, a pesar de que ella era importante y variada. En cierto momento ello fue percibido por el escritor, y en un intento de revertir esta situación, Conan Doyle decidió ahogar a su héroe en las cataratas de Reichenbach, junto al Profesor Moriarty (su eterno adversario).

## El gran hiato

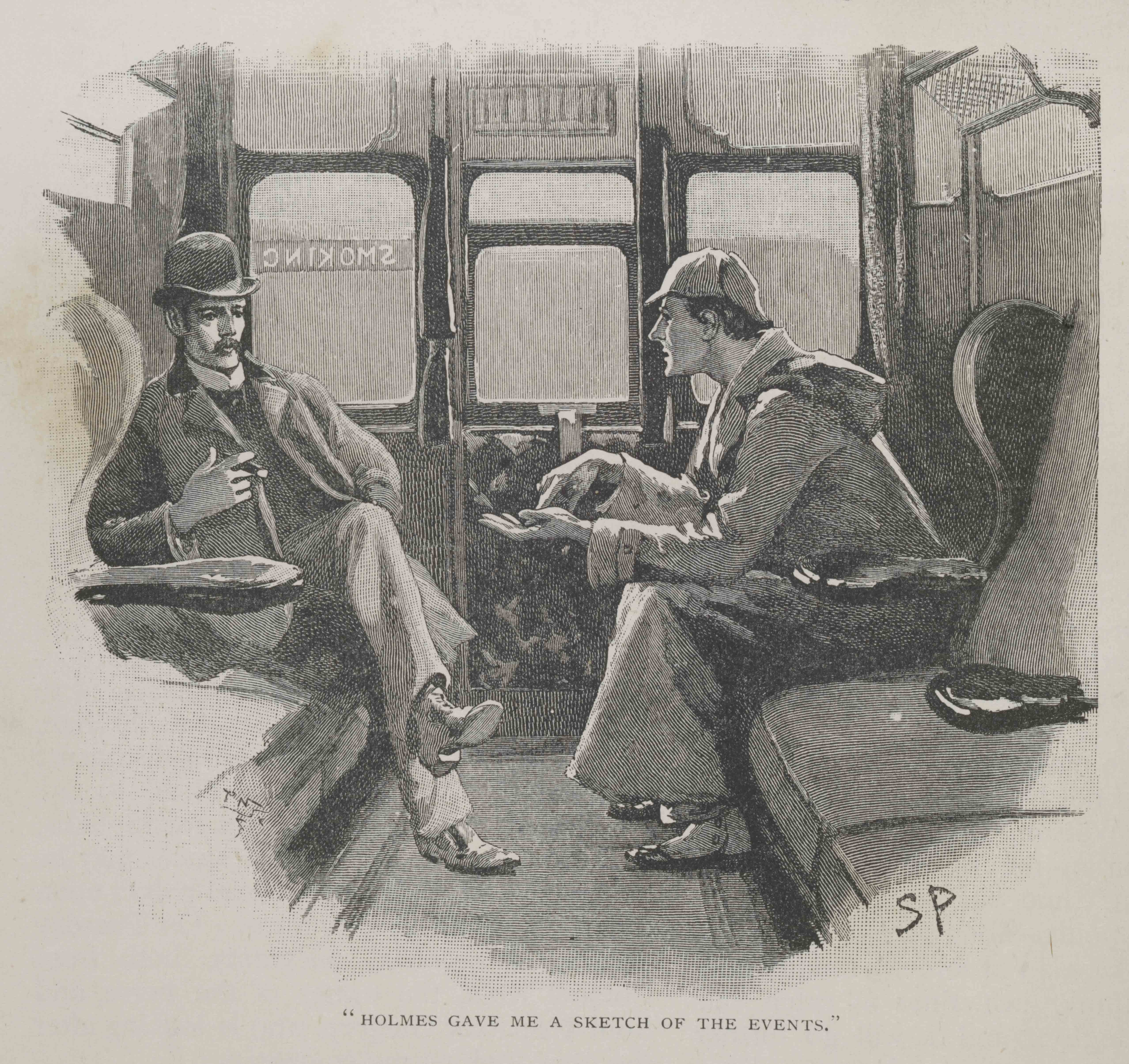
Watson: «Holmes me hizo un resumen de lo sucedido.» Ilustración de Sidney Paget en la publicación Strand Magazine (1892), para Estrella de plata en Las memorias de Sherlock Holmes.

El gran hiato o la fractura, en este contexto, se refiere al período en la ficción comprendido entre 1891 (año de la pseudo-muerte de Holmes) y 1894 (reaparición de Holmes en los escritos de Conan Doyle frente a otros personajes).
Este período de tres años en la ficción durante el cual no se sabe nada del héroe, tal vez aumentó el interés del público. Mucho se comentaba, mucho se especulaba, y muchos opinaban que la muerte del personaje era debida a la propia voluntad y al capricho de sir Arthur Conan Doyle.
En efecto, Doyle, que logró celebridad gracias a esas aventuras detectivescas, aspiraba a un cambio, aspiraba al reconocimiento general de su obra, y en su fuero íntimo deseaba pasar a otra cosa. Por tanto, después de haber escrito gran número de relatos sobre el personaje Holmes así como dos novelas, simplemente concibió un fin digno de este protagonista, lo que concretó bajo el título El problema final. Véase que el héroe había encontrado un enemigo a su altura en la persona del profesor Moriarty, y entonces podía ser interesante planear un combate singular entre los dos personajes, que terminara por ejemplo en la caída de ambos por las cataratas de Reichenbach, cerca de Meiringen, en Suiza.
Cuando imaginó este final, para Conan Doyle todo había terminado. Pero lo que el autor no pudo anticipar, fue que su público reclamó a gritos la continuación de esas aventuras.
El escritor trató de satisfacer a sus seguidores escribiendo una tercera novela, El sabueso de los Baskerville, pero finalmente cedió a la presión de un editor, quien le propuso una abultada suma de dinero a cambio de nuevas aventuras del célebre detective; ello se concretó con la posterior aparición de la historia El regreso de Sherlock Holmes, que comienza con La casa deshabitada donde entre otras cosas se pone en escena al coronel Sebastian Moran.
Es así como Conan Doyle aceptó, de mala gana, «resucitar» al heroico detective, lo que le aseguró su celebridad mundial, merecida por cierto también por la calidad de algunas otras de sus obras.

## Las «biografías holmesianas»

### El pionero: Ronald Knox
En 1911, Ronald Knox dio en la Universidad de Oxford una conferencia que se publicó poco después bajo el título Ensayo sobre la literatura de Sherlock Holmes (en inglés, Studies in the Literature of Sherlock Holmes). En este relato, con humor, el autor tomó partido por considerar como reales las historias en las que interviene Holmes, así como verdaderos los escritos del doctor Watson. 
Y este enfoque lo impulsó a resolver ciertas evidentes contradicciones entre lo afirmado por ejemplo en El hombre del labio torcido o El hombre del labio retorcido (en inglés, The Man with the Twisted Lip), donde el Doctor Watson se hace llamar « James » por su esposa, mientras que se admite que su nombre de pila es « John » en todos los otros relatos. De manera análoga, es de destacar que el procedimiento de un matrimonio descrito en Escándalo en Bohemia o Un escándalo en Bohemia (en inglés, A Scandal in Bohemia), así como el de un examen de universidad que tiene lugar en La aventura de tres estudiantes o La aventura de los tres estudiantes (en inglés, The Adventure of the Three Students), no son exactamente los que realmente corresponden a aquel tiempo.
Por otra parte, Ronald Knox también trata de establecer la cronología verídica de las aventuras narradas en las publicaciones de The Strand Magazine, ya que hay algunas incongruencias entre el efectivo orden de publicación en esa revista, y el orden en el que los diferentes relatos parecen haber sucedido en la ficción.

### Desarrollo de los estudios holmesianos
Cuando el antes citado ensayo de Knox sobre la literatura de Sherlock Holmes fue reeditado hacia 1928, las repercusiones que suscitó fueron muy importantes.
Fue Sydney Castle Roberts de la Universidad de Cambridge, « institución rival » de la Universidad de Oxford, quien primero contestó a Knox (entonces prelado católico), a través del escrito Nota sobre el problema de Watson -A note on the Watson problem- (1929) así como de un ensayo titulado Dr. Watson, prolegómenos de un problema biográfico -Doctor Watson: Prolegomena to the study of a biographical problem- (1931).
Pero luego siguieron otros autores:
- Tomas S. Blakeney (Sherlock Holmes: ¿realidad o ficción? -Sherlock Holmes: fact or fiction?-, 1932);
- H. W. Bell (Sherlock Holmes y el Doctor Watson, una cronología de sus aventuras -Sherlock Holmes and Doctor Watson: The Chronology of Their Adventures-, 1932).
- Vincent Starrett (La vida privada de Sherlock Holmes -The Private Life of Sherlock Holmes-, 1934).

Y con posterioridad, los estudios de este tipo se volvieron numerosos, tanto de un lado como de otro del Atlántico. La bibliografía de esos ensayos y de esos estudios en 1994 ya formaban cinco gruesos volúmenes, y ese tipo de obras continúa creciendo día a día.
El periodista y novelista americano Christopher Morley (1890-1957), fundador en 1934 de Baker Street Irregulars (ver abajo en Véase también y en Enlaces externos, así como en la sección Las sociedades holmesianas), dijo, parafraseando a Winston Churchill: Never has so much been written by so many for so few (Jamás tanto se ha escrito por tantas personas, en relación a tan poco).
En sentido extendido, los estudios holmesianos comprenden el análisis de toda la obra de Conan Doyle, tanto en lo histórico como en lo literario y en lo científico (este último aspecto también tratado por un especialista reconocido: Edmond Locard).

### Memorabilia (objetos de culto)
- Las ediciones originales (EO) de las novelas de Conan Doyle así como los respectivos ejemplares del Strand en los cuales las aventuras del célebre detective fueron inicialmente publicadas en entregas figuran en la mira de los coleccionistas holmesianos.

## Las sociedades holmesianas
Sin duda los exegetas humoristas pronto sienten la necesidad de ponerse en comunicación para intercambiar ideas sobre sus personajes de ficción más queridos. Y Sherlock Holmes no podía ser una excepción.
Por ello y principalmente por ello, es que en los años treinta se formalizaron la Sherlock Holmes Society de Londres así como los Baker Streets Irregulars (BSI) de Nueva York. Esta última asociación creada por Christopher Morley debe su nombre a la banda de jovencitos de las calles de Londres ocasionalmente empleados por Sherlock Holmes para diversas tareas, y que le servían de ojos y de orejas en la gran urbe y en los contextos más variados.
Con posterioridad las sociedades de este tipo se multiplicaron aquí y allá, particularmente en Estados Unidos, donde casi podría decirse que cada ciudad de cierto tamaño tiene un club que reclama ser de los Baker Streets Irregulars. Los BSI publican desde 1946 una revista, The Baker Street Journal, fundada por Edgar W. Smith.

### En Francia, Suiza y Bélgica
A pesar de la recién citada expansión, ninguna sociedad de este tipo fue establecida en el mundo francófono antes de 1984, cuando nació la Société des amis d'Henri Fournaye (bautizada así por uno de los personajes de las aventuras de Holmes). Y en 1993, la Société Sherlock Holmes de France tomó el relevo de la recién mencionada estructura social, la que por esta razón fue disuelta (léase, integrada a la nueva organización). En referencia a una de las aventuras de Sherlock Holmes, esta nueva asociación tomó también la denominación « Les quincailliers de la Franco Midland » con una estructura simulada de una actividad comercial, con sucursales a lo largo y ancho de Francia así como en Bélgica y en Italia. 
Al surgimiento de esta nueva organización en el mundo francófono, siguió la creación de una sociedad alsaciana, « Les évadés de Dartmoor Archivado el 4 de julio de 2013 en Wayback Machine. », así como de la « Société d'études holmésiennes de la Suisse romande », del « Cercle littéraire de l'escarboucle bleue » (Toulouse), y del « Cabinet du patient résidant » (Pau).
Por su parte, el 18 de febrero de 2006, se fundó la Société Sherlock Holmes de Belgique, apodada « Peloton des cyclistes solitaires Archivado el 3 de marzo de 2016 en Wayback Machine. ».

### Manifestaciones
La Société Sherlock Holmes de Londres organizó en 1968 una primera peregrinación a Suiza, siguiendo las trazas del héroe. Recuérdese que según el relato canónico, el famoso detective desapareció en mayo de 1891 en las cataratas de Reichenbach, cerca de Meiringen.
Precisamente en 1968, fue creada una asociación suiza-alemana de jóvenes admiradores de Sherlock Holmes, llamada los Reichenbach Irregulars.
Con posterioridad, este tipo de peregrinaciones se volvió una tradición para muchos británicos, que así combinaban sus intereses lúdicos y turísticos, con la pasión por el héroe literario, y con la visita a enclaves suizos donde la arquitectura y las costumbres victorianas aún están presentes; esta actividad fue particularmente importante en el año 1987, centenario de la creación del personaje Sherlock Holmes.

## Museos y monumentos
Con el pretexto de ilustrar algún aspecto de la época victoriana, muchos museos también hacen referencia al famoso detective creado por Arthur Conan Doyle. Y ello no es errado, ya que el citado escritor conocía bien ese período histórico, y lo supo describir adecuadamente.
- The Sherlock Holmes Museum de Londres[12]
- Museo Sherlock Holmes de Lucens[13]
- Museo Sherlock Holmes de Meiringen[14]

### El Museo de Lucens
En 1965, Adrian (Malcom) Conan Doyle, el hijo de Arthur Conan Doyle, inauguraba en su Château de Lucens, en Suiza, un museo consagrado al personaje creado por su padre.
En los años 1960, Adrian Conan Doyle había comprado en efecto el Castillo de Lucens, donde se estableció hasta su muerte en 1970. Y en la bodega del castillo, había conseguido reconstruir el salón de Sherlock Holmes, en forma similar a como se había hecho para el Festival of Britain, utilizando muebles y objetos que habían pertenecido al escritor. La colección se completaba con otras piezas tanto del célebre detective como del propio Sir Arthur Conan Doyle. Y Jack (Cyril Tranfield) Thorne, quien se había ocupado de la exposición de 1951, fue el encargado de crear el espíritu de la obra de Sir Arthur, a través de esta exposición-museo.
Este museo, actualmente propiedad de la Fondation Sir Arthur Conan Doyle, ha cambiado de lugar en 2001 pasando a locales cedidos por la Comuna de Lucens (« Maison rouge », frente al Hôtel de ville). Con este arreglo, el museo se beneficia de locales más amplios y mejor arreglados que en los tiempos en los que se localizaba en el castillo. El nuevo salón de Sherlock Holmes tiene allí una presentación casi idéntica a la antigua, y el resto de la colección se expone de manera más racional y más didáctica, con un decorado victoriano bien logrado.

### La exposición de 1951
En 1951 tuvo lugar en Londres, en el marco del Festival of Britain, una exposición muy completa enteramente consagrada a Sherlock Holmes. Y particularmente, allí se mostraba una reconstrucción detallada del salón o escritorio del detective, tal como oportunamente había sido descrita por Sir Arthur Conan Doyle. Entre los objetos allí presentes, se destacaban numerosas piezas auténticas que habían pertenecido al ilustrador Sidney Paget o al escritor.